# The Shangri-Las/Diskografie
Diese Diskografie ist eine Übersicht über die musikalischen Werke der US-amerikanischen Girlgroup The Shangri-Las.

## Alben

### Studioalben
| Jahr | Titel                                | Höchstplatzierung, Gesamtwochen, AuszeichnungChartsChartplatzierungen (Jahr, Titel, Platzierungen, Wochen, Auszeichnungen, Anmerkungen) | Anmerkungen                            |
| Jahr | Titel                                | US | Anmerkungen                            |
| ---- | ------------------------------------ | --- | -------------------------------------- |
| 1965 | The Shangri-Las – Leader of the Pack | US109 (6 Wo.)US | Wiederveröffentlichung 1983 auf Charly |
| 1965 | Shangri-Las ’65                      | — | Wiederveröffentlichung 1984 auf Charly |

### Kompilationen (Auswahl)
- 1966: Golden Hits, Mercury Records (Wiederveröffentlichung 1973 auf Philips)
- 1978: Teen Anguish Vol. 2, Charly Records
- 1984: Leader of the Pack, Topline (UK) / Astan (US)
- 1987: Greatest Hits, Topline (UK, CD)
- 1987: Shangri-Las, The Collection (UK, CD)
- 1988: Greatest Hits, Spectrum (UK, CD)
- 1989: Leader of the Pack, Crusader (UK, CD)
- 1990: Remember, Instant (UK, CD/LP)
- 1995: Myrmidons of Melodrama, RPM (UK, CD)

### EPs
- 1965: The Shangri-Las (Red Bird)

## Singles
| Jahr | Titel Musiklabel                        | Höchstplatzierung, Gesamtwochen, AuszeichnungChartplatzierungen (Jahr, Titel, Musiklabel, Platzierungen, Wochen, Auszeichnungen, Anmerkungen) | Höchstplatzierung, Gesamtwochen, AuszeichnungChartplatzierungen (Jahr, Titel, Musiklabel, Platzierungen, Wochen, Auszeichnungen, Anmerkungen) | Anmerkungen |
| Jahr | Titel Musiklabel                        | UK | US | Anmerkungen |
| ---- | --------------------------------------- | --- | --- | --- |
| 1964 | Remember (Walking in the Sand) Red Bird | UK14 (12 Wo.)UK | US5 (11 Wo.)US | B-Seite: It’s Easier to Cry |
| 1964 | Leader of the Pack Red Bird             | UK11 (9 Wo.)UK | US1 (12 Wo.)US | B-Seite: What Is Love? |
| 1964 | Give Him a Great Big Kiss Red Bird      | — | US18 (9 Wo.)US | B-Seite: Twist and Shout |
| 1964 | Maybe Red Bird                          | — | US91 (2 Wo.)US | B-Seite: Shout |
| 1965 | Out in the Streets Red Bird             | — | US53 (6 Wo.)US | B-Seite: The Boy |
| 1965 | Give Us Your Blessings Red Bird         | — | US29 (8 Wo.)US | B-Seite: Heaven Only Knows |
| 1965 | Right Now and Not Later Red Bird        | — | US99 (2 Wo.)US | B-Seite: Train from Kansas City |
| 1965 | I Can Never Go Home Anymore Red Bird    | — | US6 (11 Wo.)US | B-Seite: Bulldog |
| 1966 | Long Live Our Love Red Bird             | — | US33 (6 Wo.)US | B-Seite: Sophisticated Boom Boom |
| 1966 | He Cried Red Bird                       | — | US65 (6 Wo.)US | B-Seite: Dressed in Black |
| 1966 | Past, Present and Future Red Bird       | — | US59 (6 Wo.)US | B-Seite: Paradise |
| 1972 | Leader of the Pack Kama Sutra           | UK3 (14 Wo.)UK | — | B-Seite: Remember (Walking in the Sand) |
| 1976 | Leader of the Pack Charly               | UK7 (11 Wo.)UK | — | B-Seite: Give Him a Great Big Kiss Charteinstieg am 5. Juni 1976 auf Platz 48, in der Folgewoche Verbesserung auf Platz 43, ab 19. Juni 1976 gemeinsam mit der Contempo-Single gewertet |
| 1976 | Leader of the Pack Contempo             | UK7 (11 Wo.)UK | — | B-Seite: Remember (Walking in the Sand) Charteinstieg am 12. Juni 1976 auf Platz 47, ab 19. Juni 1976 gemeinsam mit der Charly-Single gewertet                                          |

Weitere Singles (Auswahl)
- 1967: The Sweet Sound of Summer / I’ll Never Learn (Mercury)
- 1967: Take Your Time / Footsteps on the Roof (Mercury)
- 1973: Give Him a Great Big Kiss // New York Is a Lonely Town / The Boy from New York City (Buddah)
- 1976: Remember (Walking in the Sand) / Leader of the Pack // Give Him a Great Big Kiss / Past, Present and Future (Charly)
- 1976: Past, Present and Future // Give Him a Great Big Kiss / Remember (Walking in the Sand) (Philips)
- 1978: Leader of the Pack / The Boy from New York City (Charly)
- 1989: Leader of the Pack / Remember (Walking in the Sand) / Chapel of Love (Old Gold) (CD-Single)

## Statistik

### Chartauswertung
|                     | US    |
| ------------------- | ----- |
| Nummer-eins-Alben   | US—US |
| Top-10-Alben        | US—US |
| Alben in den Charts | US1US |

|                       | UK    | US     |
| --------------------- | ----- | ------ |
| Nummer-eins-Singles   | UK—UK | US1US  |
| Top-10-Singles        | UK3UK | US3US  |
| Singles in den Charts | UK5UK | US11US |